# Cantó de Lengon
El cantó de Lengon és un cantó francès del departament de la Gironda, situat al districte de Lengon. Té 13 municipis i el cap és Lengon.

## Municipis
- Viaujac
- Bomas
- Castèths Andòrta
- Hargas
- Lengon
- Leujats
- Maseras
- Roalhan
- Sent Lobert
- Sent Pardon de Concas
- Sent Pèir de Mons
- Sautèrnas
- Tolena

## Història
| Data d'elecció                           | Identitat           | Partit           | Qualitat |
| ---------------------------------------- | ------------------- | ---------------- | -------- |
| 1945-1964                                | Louis Langlois      |                  |          |
| 1964-1982                                | Jean-Louis Langlois | SFIO, després PS |          |
| 1982-1999                                | Charles Vérité      | PS               |          |
| 1999-                                    | Pierre Augey        | PCF              |          |
| les dades anteriors no són pas conegudes |                     |                  |          |
|                                          |                     |                  |          |

## Demografia
| 1962   | 1968   | 1975   | 1982   | 1990   | 1999   | 2006   |
| ------ | ------ | ------ | ------ | ------ | ------ | ------ |
| 10.917 | 11.500 | 11.818 | 13.091 | 14.098 | 15.209 | 17.953 |